# مردوی (بخش مرکزی نائین)
مردوی یک روستا در ایران است که در استان اصفهان واقع شده‌است.